# Asesinato de Leanne Tiernan
Leanne Tiernan (Leeds, Inglaterra; 27 de septiembre de 1984 - Leeds, Inglaterra; 26 de noviembre de 2000) fue una joven británica de 16 años que fue secuestrada muy cerca de su domicilio, cuando regresaba de hacer unas compras navideñas, y posteriormente asesinada. La investigación de la desaparición fue una de las mayores de la historia de la policía de Yorkshire del Oeste e implicó el registro de unos 1 750 edificios, la búsqueda submarina de treinta y dos pozos de drenaje, el drenaje de un tramo de tres kilómetros de un canal y la interrupción de la recogida de basuras domésticas.
El cuerpo de Leanne fue descubierto el 20 de agosto de 2001 en un denso bosque, a sólo 46 metros de un concurrido aparcamiento en Lindley Woods, cerca de Otley, en la frontera entre los condados de Yorkshire del Norte y del Oeste. Tras el descubrimiento del cuerpo, se tomaron muestras de ADN de 200 personas, entre familiares, amigos y delincuentes sexuales conocidos que vivían en la zona. Las pruebas forenses condujeron a la policía hasta su asesino, John Taylor, que vivía a sólo 1 300 metros de la casa de Tiernan. El 8 de julio de 2002, Taylor se declaró culpable de su secuestro y asesinato ante el Tribunal de la Corona de Leeds y fue condenado a dos cadenas perpetuas. Al final del juicio, los policías que lo llevaron ante la justicia hablaron de su creencia de que podía haber sido responsable de otros asesinatos sin resolver, incluido el de Yvonne Fitt, una trabajadora sexual de Bradford, en 1992.
El 3 de abril de 2003, tras una revisión policial de las agresiones sexuales sin resolver en la zona, Taylor se declaró culpable de dos violaciones distintas cometidas antes del asesinato de la colegiala y recibió una nueva condena de cadena perpetua con un mínimo recomendado de 30 años. A raíz de la investigación del asesinato de Tiernan, la policía reabrió al menos otras diez investigaciones de asesinatos sin resolver.

## Secuestro e investigación del caso
Leanne Tiernan estudiaba en el West Leeds High School. Fue vista con vida por última vez en torno a las 16:50 horas del 26 de noviembre de 2000, cuando ella y su amiga, Sarah Whitehouse, de 15 años, regresaban a Bramley en autobús tras un viaje de compras al centro de Leeds. Las chicas se separaron en Houghley Lane, y la última vez que Whitehouse la vio fue cuando se alejaba por un sendero sin iluminación a través de una zona boscosa conocida como Houghley Gill. Cuando Whitehouse llegó a casa, llamó a la casa de Tiernan y se sorprendió al ver que no estaba allí. A las 17:20 horas, la madre de Tiernan llamó a su teléfono móvil para saber dónde estaba, pero el teléfono sonó durante un rato y luego se cortó. Cuando volvió a llamar, se cortó después de cuatro tonos. A las 19 horas, llamó a la policía y denunció su desaparición.
La policía inició inmediatamente una investigación sobre la desaparición, dirigida por el comisario Chris Gregg, y buscó en la zona donde se había visto a Tiernan por última vez, aunque no se encontró rastro de ella. A medida que avanzaba la investigación, se convirtió en una de las mayores emprendidas por la policía de Yorkshire del Oeste, en la que participaron hasta 200 agentes y cientos de voluntarios.
Se llevaron a cabo más de 1 500 investigaciones casa por casa y se registraron 800 viviendas situadas a lo largo de la ruta probable de la joven -denominada por la policía «ruta roja»-, así como 800 cobertizos, garajes y dependencias y 150 locales comerciales situados en un radio de 800 metros alrededor de Houghley Gill. Se tomaron muestras de ADN de 140 hombres entrevistados por la policía en relación con la investigación y se ejecutaron doce órdenes de registro en diversas direcciones de Leeds. La unidad de Búsqueda Submarina de la Policía de West Yorkshire llevó a cabo una búsqueda en un tramo de tres millas del Canal de Leeds y Liverpool, entre la esclusa de Spring Garden y las cataratas de Bramley, dos millas de las cuales se drenaron a una profundidad de un metro. La unidad también buscó en treinta y dos pozos de desagüe de la zona y se llamó a Yorkshire Water para que ayudara a localizar desagües y pozos en desuso y abandonados.
Se interrumpió temporalmente la recogida de residuos domésticos para que la policía pudiera registrar todos los contenedores de la zona en busca de pruebas. La investigación también contó con la ayuda de British Waterways, la policía de transportes británica, el departamento de reconocimiento aéreo del Ministerio de Defensa, el equipo de búsqueda y rescate de Calder Valley, la Interpol y el Centro Nacional de Búsqueda de la Policía, un centro de formación conjunto de la policía y el ejército. El 3 de diciembre de 2000, la policía organizó una reconstrucción de los últimos movimientos de las chicas, representada por Sarah Whitehouse y Michelle, la hermana mayor de Tiernan, con la esperanza de refrescar la memoria de posibles testigos sobre los movimientos de Leanne. Los detectives también enviaron mensajes de texto al teléfono móvil de Tiernan, que ahora estaba apagado, pero que se había activado brevemente el 27 de noviembre de 2000. Un empresario local ofreció una recompensa de 10 000 libras por información que condujera a su regreso sano y salvo, y la cadena de supermercados Iceland imprimió su foto y sus datos en cartones de leche que vendía en sus tiendas de todo el país.
Hubo informes no confirmados de avistamientos en lugares tan lejanos como Doncaster y Blackpool, pero después de nueve meses, no se había producido ningún avistamiento positivo. El novio de Leanne, el asistente Wayne Keeley, de 19 años, le rogó que se pusiera en contacto con ella. El 4 de diciembre de 2000, la policía publicó un retrato robot de un hombre que había sido visto paseando a un perro en la zona de Houghley Gill poco antes de la desaparición de Tiernan. Se le describió como un hombre de «1,70 m de estatura y complexión robusta, con la cara redonda y rojiza, posiblemente con cicatrices... que llevaba un gorro de lana negro, una chaqueta impermeable de tres cuartos y vaqueros sucios».

## Hallazgo del cadáver
Algo más de medio año después, el 20 de agosto de 2001, Mark Bisson, que estaba paseando a sus dos perros en Lindley Woods, en Yorkshire del Norte, encontró el cadáver de Tiernan a menos de cien metros de distancia del lugar en el que otra víctima de asesinato, Yvonne Fitt, había aparecido enterrada en 1992. Tiernan fue identificada por sus huellas dactilares el 22 de agosto de 2001, y el detective Gregg anunció que la investigación se había convertido en una investigación de asesinato, con el nombre en clave de Operación Conífera. El cuerpo de Tiernan había sido envuelto en nueve bolsas de basura de plástico verde sujetas con hilo, con una bolsa de basura negra sujeta alrededor de la cabeza con un collar de perro de cuero, y luego colocado dentro de una funda nórdica con motivos florales.
No se encontraron el abrigo Ellesse ni las botas negras de Tiernan. Se habían utilizado bridas de plástico como ligadura para estrangularla y más bridas para atarle las manos. También llevaba una bufanda de color oscuro alrededor del cuello. y el pelo recogido en una coleta con la misma cinta y horquillas que llevaba en el momento de su desaparición. El estado de descomposición del cuerpo de Tiernan llevó a algunos forenses a creer que, tras su muerte, había permanecido en una cámara frigorífica o en un congelador hasta unas semanas antes de que se encontrara el cadáver, en parte para evitar ser descubierta y en parte como trofeo. Se llamó a un experto en criobiología para que examinara la microestructura del tejido cardíaco de Tiernan, y concluyó que el cuerpo podría haber permanecido congelado durante algún tiempo, teniendo en cuenta las temperaturas del aire durante los meses transcurridos entre su desaparición y el hallazgo del cadáver.
La policía hizo un llamamiento público para que cualquier persona que hubiera estado recientemente en Lindley Woods o tuviera información sobre otras personas que visitaran regularmente la zona se pusiera en contacto con la policía.

## Autoría
El asesino confeso de la joven acabó siendo John Taylor (Leeds, 27 de agosto de 1956), un repartidor de paquetería de Parcelforce que vivía en la misma urbanización que Tiernan, a menos de un kilómetro y medio de donde fue vista con vida por última vez. Era conocido localmente como «el hombre de las mascotas», ya que tenía varios perros y hurones y vendía comida para mascotas, y también se sabía que era cazador furtivo. Su única condena anterior fue por el robo de un traje cuando tenía 15 años y sus vecinos lo consideraban digno de confianza y «normal». Tras su petición de información, el nombre de Taylor fue facilitado a la policía por separado por dos antiguas novias de Taylor que lo habían conocido a través de las columnas de contactos de diarios, y ambas dijeron que había pasado por el bosque en su compañía y se jactaba de cazar furtivamente allí con regularidad.

### Investigaciones sobre sus antecedentes de Taylor
Cuando la policía comenzó a investigar a fondo los antecedentes de Taylor, descubrió que era un usuario habitual de los anuncios de «corazones solitarios». A través de sus registros telefónicos, identificaron a las mujeres con las que había contactado de esta forma y comenzaron a entrevistarlas. Una mujer que había salido con Taylor reveló que éste le había dicho que le gustaba atar a las mujeres y encerrarlas en un armario. Otra declaró que Taylor le había dicho que tenía un fetiche por «el bondage, los látigos y las ataduras», y que quería atar a su hija con ataduras de cables y mantener relaciones sexuales con ella. Una antigua novia, que había vivido brevemente con Taylor, declaró a la policía que había visitado a menudo Lindley Woods con él mientras eran novios, y que finalmente había roto la relación con él debido a su fetiche por el bondage y a la sensación «de que estaba siendo violada». Cuando la policía le pidió que describiera cómo la ataba Taylor, ella describió que él le ataba las muñecas con una brida de plástico y luego le ataba las manos a la espalda con una tercera brida para unirlas. Exactamente como se había encontrado a Tiernan. También dijo que guardaba un fajo de bridas en un cajón junto a su cama. Otras dos mujeres también indicó que a Taylor le gustaba el bondage durante las relaciones sexuales, y que les había atado los pechos y las manos con bridas.

### Pruebas forenses relacionables con la víctima
El collar de perro de cuero encontrado en el cuerpo de Tiernan fue fabricado por una empresa con sede en Nottingham que lo vendió a 220 mayoristas distintos. El detective David Wilson empezó a ponerse en contacto con cada uno de ellos para preguntarles si tenían registros de ventas a alguien de la zona de Leeds. No fue hasta pasada el centenar de resultados que una empresa de Liverpool llamada Pets Pyjamas confirmó que había realizado tres ventas en la zona y envió por correo electrónico una lista a las autoridades. El nombre de Taylor era uno de los clientes, lo que fue inmediatamente señalado como un nombre proporcionado previamente tras el llamamiento del detective Gregg.
Los científicos del Servicio de Ciencias Forenses (FSS) examinaron el pañuelo que había sido atado alrededor del cuello de Tiernan y encontraron un pelo atrapado en el nudo que no pertenecía a ella. El FSS no pudo extraer un perfil de ADN de la raíz del pelo mediante pruebas de ADN convencionales, por lo que realizó pruebas de ADN mitocondrial en el tallo del pelo. Esto proporcionó un perfil de ADN que coincidía con el de Taylor.
El examen del cordel realizado por la FSS demostró que era de un tipo único fabricado únicamente por una empresa de Devon (Inglaterra). Normalmente sólo suministraban productos al Ministerio de Defensa, pero un pequeño lote «único» se había vendido al público para su uso como red de captura de conejos. Este lote coincidía exactamente con el cordel utilizado en el cuerpo de Tiernan y que también se encontró posteriormente en casa de Taylor.
Las bridas amarillas encontradas en el cuerpo de Tiernan fueron identificadas como fabricadas por una empresa italiana que vendió el 99% de ellas al Royal Mail, del que Parcelforce, la empresa de Taylor, era una filial. Las mismas bridas fueron encontradas en la casa de Taylor cuando fue registrada por la policía.
En el domicilio de Taylor se encontraron trozos de plástico verde idénticos a los que se habían utilizado para envolver el cadáver.
En la ropa de Tiernan se encontraron restos de fibras rojas de alfombra de nailon, que la FSS describió como muy distintivas, debido a la forma inusual en que se había teñido la fibra. Cuando la policía registró la casa de Taylor, descubrió que recientemente había retirado toda la alfombra de la casa y la había quemado, pero se encontraron pequeños restos de fibras que coincidían con las del cuerpo atrapadas en clavos de las tablas del suelo.
La FSS contrató a un experto en análisis forense de polen que pudo demostrar que Tiernan había estado en el jardín de Taylor justo antes de que la mataran basándose en los tipos distintivos de polen encontrados en su cavidad nasal, en su piel y en su pelo.

### Detención de Taylor
Taylor, que vivía solo después de que su mujer se divorciara de él en 1996, fue detenido como sospechoso de asesinato el 16 de octubre de 2001. La policía acordonó inmediatamente su casa y sus jardines, así como un terreno baldío situado en la parte trasera de la propiedad. A continuación, se excavaron los jardines y la propiedad, incluidos tres grandes arcones congeladores, fue sometida a un riguroso examen durante diez días.
Cuando fue interrogado por la policía, Taylor dijo que había cogido a Leanne por el pañuelo que llevaba al cuello, momento en el que había muerto, y afirmó que su muerte había sido un accidente. Dijo que había entrado en pánico y había escondido su cuerpo en Lindley Woods.
La policía y la fiscalía sostuvieron que le había atado las manos por cable a la espalda en el dormitorio para prepararla para la violación, y que luego había utilizado una brida como ligadura para asesinarla cuando se le cayó la venda de los ojos y le vio la cara. Cuando le preguntaron por qué había secuestrado a Tiernan, respondió: «No tengo ni idea». Cuando la policía cuestionó su versión de haber llevado el cadáver a Lindley Woods poco después del asesinato, afirmó que primero lo había escondido debajo de palés en su jardín trasero y luego lo había guardado dentro de su sofá.

## Juicio
El 15 de febrero de 2002, Taylor compareció ante el juez Poole en el Tribunal de la Corona de Leeds y se declaró culpable del secuestro de Leanne Tiernan. No se le pidió que se declarara culpable del cargo de asesinato, pendiente de una vista separada de Newton, y fue puesto en prisión preventiva a la espera del juicio. El 8 de julio de 2002, el primer día del juicio, se declaró culpable del asesinato de Leanne Tiernan y ese mismo día fue condenado.
Taylor fue condenado a cadena perpetua. Sin embargo, su condena fue fijada posteriormente en un mínimo de 20 años por Lord Woolf, entonces presidente del Tribunal Supremo de Inglaterra y Gales, lo que significa que Taylor no se encuentra entre los presos que han sido condenados a cadena perpetua y que tienen pocas probabilidades de ser puestos en libertad. Hasta noviembre de 2002, el ministro del Interior había sido responsable de decidir si un preso condenado a cadena perpetua podía ser considerado para la libertad condicional, pero un recurso legal interpuesto por otro asesino convicto dio lugar a que el poder judicial recibiera la plena responsabilidad de tomar estas decisiones.
Al concluir el juicio, el detective del caso, Gregg, anunció: «No creemos que éste sea el primer delito grave que comete. Creemos que la forma en que planeó este asesinato y la forma en que escondió y se deshizo del cuerpo estaba calculada. No podemos excluir la posibilidad de que haya matado antes».

### Condenas posteriores por violación
Como la policía ya disponía del perfil de ADN de Taylor, pudo revisar otras agresiones sexuales sin resolver en la localidad en las que todavía había pruebas forenses disponibles para la extracción de ADN. En particular, destacaron dos violaciones, ya que ambas se habían cometido en la urbanización en la que vivía Taylor. La primera tuvo lugar el 18 de octubre de 1988, cuando una mujer de 32 años fue atacada mientras atravesaba Houghley Gill para recoger a sus hijos del colegio. Taylor, que iba enmascarado y armado con un cuchillo, la obligó a practicarle sexo oral y luego la violó.
La segunda violación tuvo lugar el 1 de marzo de 1989, cuando Taylor, también enmascarado y empuñando un cuchillo, irrumpió en el domicilio de una mujer de 21 años en pleno día. La obligó a entrar en el dormitorio, donde la desnudó, le vendó los ojos y la amordazó, y luego la forzó a practicarle sexo oral antes de violarla. Su hijo pequeño estaba presente en la casa en ese momento. Taylor fue detenido de nuevo formalmente en octubre de 2002 y acusado de las violaciones. Aunque en un principio Taylor se negó a cooperar con la policía, las pruebas de ADN eran abrumadoras, y finalmente se declaró culpable de ambas violaciones el 4 de febrero de 2003 ante el Tribunal de la Corona de Leeds.
El juez Norman Jones, juez de instrucción de Leeds, le condenó a dos cadenas perpetuas y «desestimó expresamente las disposiciones sobre libertad anticipada». «Todavía nos preocupa que pueda haber otras víctimas y familias que se hayan visto afectadas por las acciones de Taylor» y reveló que un collar de diamantes encontrado en su coche en el momento de su detención en 2001 podría haber pertenecido a otra víctima, ya que todavía no habían podido averiguar de dónde procedía o a quién pertenecía.
Se sabe que Taylor había viajado por todo el país para conocer a mujeres con las que había contactado a través de anuncios personales y también en su trabajo de repartidor de paquetes, y con la resolución de los dos casos de violación la policía descartó su insistencia en que el asesinato de Tiernan fuera un caso aislado y que hubiera sacado a pasear a su perro y «simplemente enloqueciera». Mantuvieron que Taylor podría haber sido un agresor sexual en serie durante los veinte años que precedieron a su detención.
Taylor ha negado su implicación en otros delitos. Sin embargo, el 26 de octubre de 2018, fue condenado a cadena perpetua por una serie de otras violaciones y agresiones sexuales, lo que significa que ahora es poco probable que salga en libertad alguna vez.